# The Best Of La Bouche
The Best Of La Bouche (feat. Melanie Thornton) – album kompilacyjny niemieckiego zespołu muzycznego La Bouche oraz amerykańskiej wokalistki Melanie Thornton. Składanka została wydana 21 maja 2002 roku i zawiera dwadzieścia utworów dodatkowo jeden wideoklip.

## Lista utworów
| Nr  | Tytuł                                                   | Długość |
| --- | ------------------------------------------------------- | ------- |
| 1.  | La Bouche: Sweet Dreams                                 | 3:25    |
| 2.  | La Bouche: Be My Lover                                  | 4:01    |
| 3.  | La Bouche: In Your Life                                 | 4:06    |
| 4.  | Melanie Thornton: Love How You Love Me                  | 3:29    |
| 5.  | Melanie Thornton: Makin' Oooh Oooh (Talking About Love) | 3:21    |
| 6.  | Melanie Thornton: Take Me 2 Heaven 2Night               | 3:21    |
| 7.  | La Bouche: Falling In Love                              | 3:57    |
| 8.  | La Bouche: Say You'll Be Mine                           | 3:33    |
| 9.  | La Bouche: Bolingo                                      | 4:29    |
| 10. | La Bouche: Unexpected Lovers                            | 3:18    |
| 11. | La Bouche: A Moment Of Love                             | 4:25    |
| 12. | Melanie Thornton: Heartbeat                             | 3:54    |
| 13. | La Bouche: Shoo Bee Do Bee Do                           | 3:27    |
| 14. | La Bouche: Where Do You Go                              | 3:45    |
| 15. | La Bouche: Do You Still Need Me                         | 3:39    |
| 16. | La Bouche: Forget Me Nots                               | 3:34    |
| 17. | La Bouche: SOS                                          | 3:35    |
| 18. | La Bouche: Whenever You Want                            | 3:05    |
| 19. | Melanie Thornton: No Tears                              | 3:31    |
| 20. | La Bouche: You Won't Forget Me                          | 3:18    |